# Universidad de Las Américas (Chile)
La Universidad de Las Américas (UDLA) es una universidad privada autónoma chilena fundada en 1988.
Cuenta con tres sedes y siete campus, cuatro en Santiago de Chile, uno en Viña del Mar y dos en Concepción. Fue la primera universidad en Chile en integrarse a la red Laureate International Universities.
Actualmente se encuentra acreditada por la Comisión Nacional de Acreditación (CNA-Chile) por un período de 5 años (de un máximo de 7), desde marzo de 2023 hasta marzo de 2028.Figura en la posición 38 dentro de las universidades chilenas según la clasificación webométrica SCImago Institutions Rankings (SIR) 2024.

## Historia
La Universidad de Las Américas fue fundada en 1988 e inició sus actividades académicas al año siguiente con el ingeniero comercial Mario Albornoz Galdámez como rector. Fue declarada autónoma por el Consejo Superior de Educación de Chile en diciembre de 1997. Cuenta con campus en las comunas capitalinas de Providencia, Santiago Centro, La Florida,  Maipú y Melipilla, además en las ciudades de Viña del Mar y Concepción.
En 1993 se iniciaron conversaciones con un grupo de empresarios ecuatorianos para crear un proyecto binacional de educación, para lo cual hubo que adaptar los planes de estudio de UDLA Chile a Ecuador, país donde dos años más tarde comenzaron las actividades académicas de la UDLA en Quito (Decreto Ejecutivo N.º 3272 de la República de Ecuador).
La universidad fue vendida el año 2000 a la red Sylvan International Universities, hoy Laureate International Universities.[cita requerida] Con ello, la Universidad de Las Américas implementó para sus alumnos el Programa de Formación Internacional Laureate, en donde pueden optar a diversas oportunidades académicas, como la doble titulación.
UDLA se transformó en la universidad privada más grande del país en el período 2000-2007;[cita requerida] la primera en integrarse al consorcio en Chile y la única institución Laureate en Chile que mantiene intercambio estudiantil en todas sus áreas.
El 11 de septiembre de 2020, el grupo Laureate International Universities, que además era dueño de la Universidad Andrés Bello, la Universidad Viña del Mar, el Instituto Profesional AIEP y la Escuela Moderna de Música y Danza, finalizó sus operaciones en Chile y anunció el traspaso de sus instituciones en el país a la Fundación Educación y Cultura. Esta decisión se tomó en un contexto de movimientos estratégicos de la red. Dentro de las razones se incluyeron las nuevas medidas que podrían tomarse en materia de educación tras la eventual creación de una nueva Constitución producto del plebiscito nacional de Chile de 2020.
Durante julio de 2023, Universidad de Las Américas recibió la confirmación, por parte de la Subsecretaría de Educación Superior, respecto a su solicitud para acceder al Financiamiento Institucional para la Gratuidad. A partir del proceso de Admisión 2024, UDLA esta adscrita a la gratuidad en parte de su amplia oferta de carreras.

## Administración

### Junta Directiva[10]
- Jorge Selume Z. (Presidente)
- José Pedro Undurraga I. (Vicepresidente)
- Ricardo Berckemeyer D. (Tesorero)
- María Pilar Armanet A. (Miembro)
- Pedro Covarrubias B. (Miembro)
- Juan Antonio Guzmán M. (Miembro)
- José Palacios G. (Miembro)
- Patricio Yunis J. (Miembro)
- Carolina Eterovic S. (Miembro)
- Juan Luis Guzmán G. (Miembro)
- Pilar Romaguera G. (Rectora)
- Paulina Hernández P. (Secretaria General)

### Rectores
- 1989-2006: Mario Albornoz Galdámez
- 2006-2007: Patricia Cabello Pedrasa
- 2007-2008: Jorge Yutronic Fernández
- 2008-2014: José Pedro Undurraga Izquierdo[11]
- 2014-2018: Pilar Armanet[11]
- 2018: Pilar Romaguera[2]

### Controversias
En mayo de 2012, más de tres mil egresados de pedagogía de 49 instituciones de educación superior chilenas rindieron voluntariamente la llamada Prueba Inicia, que evaluó el futuro desempeño que estos tendrían en el traspaso de conocimientos a sus futuros alumnos. Esta universidad fue la cuarta peor evaluada en el test de conocimientos pedagógicos, obteniendo el 67% de los egresados un nivel de «insuficiente».
En junio de 2012, la Comisión Investigadora sobre el Funcionamiento de la Educación Superior de la Cámara de Diputados de Chile anunció que la Universidad de las Américas, junto con otras seis instituciones (tres de ellas también pertenecientes a Laureate International Universities), presentaban irregularidades en su administración, tales como el incumplimiento del requisito de corporación educacional sin fines de lucro, el pago de sueldos elevados a los miembros del directorio o ejecutivos, la externalización de servicios relevantes, el uso de «sociedades espejo» (empresas inmobiliarias) y la incorporación de familiares dentro del directorio. La institución además cae en el marco de «compra y venta de universidades bajo el control de grupos económicos y extranjeros». Herman Chadwick Piñera, abogado y presidente del directorio, reconoció el lucro de la casa de estudios, diciendo que esta siempre ha funcionado así.

## Organización

### Facultades y carreras[15]
- Facultad Arquitectura, Animación, Diseño y Construcción
  - Animación Digital
  - Arquitectura
  - Construcción Civil
  - Diseño

- Facultad de Comunicaciones y Artes
  - Periodismo
  - Comunicación Audiovisual y Multimedia
  - Traducción e Intérprete en Inglés

- Facultad de Derecho
  - Administración Pública
  - Derecho

- Facultad de Educación
  - Educación Parvularia
  - Pedagogía en Educación Básica
  - Pedagogia en Educación Diferencial
  - Pedagogía en Educación Física

- Facultad de Ingeniería y Negocios
  - Contador Auditor
  - Ingeniería Civil Industrial
  - Ingeniería Comercial
  - Ingeniería en Informática
  - Gastronomía y Negocios Gastrónomicos
  - Técnico de Nivel Superior en Administración de Empresas

- Facultad de Medicina Vterinaria y Agronomía
  - Agronomía
  - Medicina Veterinaria
  - Técnico de Nivel Superior Veterinario

- Facultad de Salud y Ciencias Sociales
  - Enfermería
  - Fonoaudiología
  - Kinesiología
  - Nutrición y Dietética
  - Obstetricia y Puericultura
  - Psicología
  - Terapia Ocupacional
  - Técnico de Nivel Superior en Enfermería
  - Trabajo Social
  - Licenciatura en Ciencias de la Actividad Física

## Infraestructura

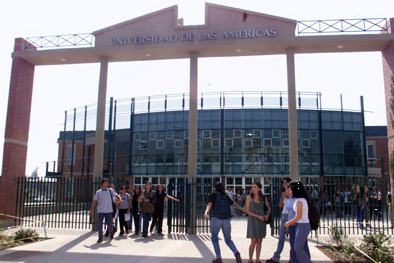
Campus La Florida

La Universidad posee 237 300 metros cuadrados, distribuidos en tres sedes y siete campus a lo largo del país: cuatro en la Región Metropolitana, uno en la de Valparaíso y otros dos en la Región del Biobío.
UDLA además cuenta con los primeros Centros de Entrenamiento de Simulación de Salud en Latinoamérica, que son utilizados por los estudiantes de carreras correspondientes; Centros de Simulación de Juicio Oral utilizados por estudiantes de Derecho; Clínica Jurídica utilizada por estudiantes de Derecho y Trabajo Social; Centros de Atención Psicosocial (CAPS) atendidos por docentes y estudiantes de Psicología; y el Campus Virtual, portal para los estudiantes que cuenta con apuntes digitales, biblioteca en línea, learning labs, gym académico, evaluaciones en línea; entre otros.

### Sedes y Campus
- Sede Santiago
  - Campus Providencia
  - Campus La Florida
  - Campus Maipú
  - Campus Santiago Centro
  - Campus Melipilla

- Sede Viña del Mar
  - Campus Los Castaños

- Sede Concepción
  - Campus Chacabuco
  - Campus El Boldal

Sede Santiago
Campus Providencia Este campus dispone de una superficie construida de 25.768 m², con 44 salas de clases, 99 laboratorios especializados y 3 recintos deportivos.
El Campus Providencia ofrece espacios modernos y equipamiento tecnológico de vanguardia, enfocados en facilitar una formación integral que combina teoría y práctica, preparando a sus estudiantes para desenvolverse en contextos laborales reales.
Campus La Florida Pone a disposición de sus estudiantes una infraestructura actualizada y tecnología educativa que promueve un aprendizaje aplicado, orientado a enfrentar de forma efectiva las demandas del entorno profesional.
Destaca su infraestructura en el ámbito de la Salud, con instalaciones como el Centro de Entrenamiento y Simulación en Salud (CESS) – UCI, CESS en salas de pediatría, Centro de Atención Kinesiológica, laboratorios de Morfología y Función, Nutrición, Química, entre otros.
Campus Maipú Este campus abarca 7.380 m² construidos, e incluye 29 salas de clases, 32 laboratorios de especialidad y 2 recintos deportivos.
Campus Maipú cuenta con espacios bien equipados y tecnología educativa actualizada, lo que permite fortalecer el aprendizaje práctico y preparar a los estudiantes para enfrentar con éxito los desafíos propios de sus disciplinas profesionales.
Campus Santiago Centro Con una infraestructura de 25.811 m² construidos, este campus ofrece 97 salas de clases, 82 laboratorios especializados y 1 recinto deportivo.
Campus Santiago Centro pone a disposición de sus estudiantes ambientes apropiados y recursos tecnológicos avanzados que respaldan su formación teórico-práctica, fortaleciendo así su preparación para el ejercicio profesional.
Entre sus instalaciones sobresale la Clínica Jurídica, donde estudiantes de último año de Derecho prestan servicios legales gratuitos a la comunidad, guiados por un abogado. Esta instancia no solo proporciona asesoría y representación, sino que también cumple un rol educativo mediante talleres y charlas en temas legales relevantes.
Campus Melipilla Este campus dispone de 6.382 m² construidos, distribuidos en 6 salas de clases y 45 laboratorios especializados.
Campus Melipilla se posiciona como una alternativa educativa relevante en la zona, facilitando el acceso a estudios universitarios a jóvenes y adultos de comunas como Melipilla, San Antonio, El Monte, Talagante e Isla de Maipo, entre otras.
Su Estación Experimental brinda el entorno ideal para que los estudiantes de Medicina Veterinaria y Agronomía desarrollen competencias prácticas y teóricas de forma integrada, consolidando una formación orientada a enfrentar los desafíos concretos de sus futuras profesiones.
Sede Viña del Mar
Campus Los Castaños Este campus dispone de 13.668 m² construidos, distribuidos en 44 salas de clases, 74 laboratorios especializados y 11 recintos deportivos.
Campus Los Castaños ofrece una infraestructura moderna y tecnología educativa de última generación, orientada a favorecer el aprendizaje teórico-práctico de los estudiantes y a prepararlos para enfrentar los desafíos propios de sus carreras profesionales.
Sede Concepción
Campus Chacabuco Cuenta con una superficie construida de 16.203 m², con 43 salas de clases, 76 laboratorios de especialidad y 8 recintos deportivos.
Este campus dispone de espacios actualizados y equipamiento tecnológico diseñado para potenciar el desarrollo académico de sus estudiantes, promoviendo una formación práctica que los prepara para enfrentar con éxito los retos del mundo laboral.
Campus El Boldal Con una infraestructura de 16.203 m² construidos, el campus cuenta con 43 salas de clases, 76 laboratorios especializados y 8 recintos deportivos.
Campus El Boldal ofrece instalaciones modernas y tecnología educativa que apoya el proceso de aprendizaje, integrando teoría y práctica para fortalecer la preparación profesional de sus estudiantes frente a los desafíos del entorno real.

### Estaciones experimentales y Centros Veterinarios
- Sede Santiago
  - Estación Experimental Los Nogales, incluye Centro Veterinario para Pequeños Animales.

- Sede Viña del Mar
  - Centro Veterinario para Pequeños Animales de Viña del Mar

- Sede Concepción
  - Estación Experimental Los Magnolios, incluye Centro Veterinario para Pequeños Animales.

## Publicaciones
- Revista Entheos, Estudios jurídicos y sociales de la Facultad de Derecho y Ciencias Sociales.
- Revista Herencia, Estudios literarios, lingüísticos y creación artística. Carrera de Pedagogía en Lengua Castellana y Literatura.[27]
- Revista Sapiens, Revista de la Carrera de Pedagogía en Historia, Geografía y Educación Cívica.
- Revista Educación las Américas, Revista de la Facultad de Educación.[28]